# Duncan (Colúmbia Britânica)
Duncan é uma cidade do Canadá, província de Colúmbia Britânica, localizada na Ilha Vancouver, a 50 km norte de Vitória. Sua população é de 4,812 habitantes.